# ケネス・ピアーレス
ケネス・ピアーレス（Kenneth Peerless 本名不明、生年月日不明-2004年1月8日）は1980年代末から1990年代に掛けてフィリピンで製作されたアクション映画に脇役出演した映画俳優。2004年にカナダにて死去。
他のクレジット名義は『デザート・ウォーリアー』（1988年/未/ビデオ）でのケネス・ピアー（Kenneth Peer）がある。

## 経歴
俳優として
シルヴァー・スター・フィルム社一派やシリオ・H・サンティアゴ監督作品に脇役出演した。肥満体で長髪のオールバックに髭面の不潔感漂う風体で登場することが少なくなかった。ロマーノ・クリストフ主演の『タフ・コップ/マイアミ・コネクション』（1987年/未/ビデオ）の麻薬組織の首領やルー・フェリーニョ主演の近未来アクション物『デザート・ウォーリアー』（1988年/未/ビデオ）では悪党軍団の首領と言った具合に悪役が印象的である。
ターザン役者のマイルズ・オキーフが主演した戦争アクション物『野獣軍団/ファントム・レイダース』（1988年/未/ビデオ）では仲間の戦闘プロフェッショナルの一人に起用されたが、他の面子もジム・モス、『地獄のフォーカス』（1987年/未/ビデオ）のドン・ホルツと地味な顔ぶれだった。
他にもイタリアのフランク・クレーマー（ジャンフランコ・パロリーニ）が監督の『インカ帝国の謎』（1987年）のインディオや『砂漠の戦士/テロ・ファイター』（1987年）の主人公を襲撃するアラブ系の殺し屋と言う風に無国籍的な役どころが似合う。『ブルドッグ』（1991年）の渡辺ケン監督、製作の日本未輸入の『レディ・コマンドス』（1988年/未ソフト化）にも出演している。